# Retheuil
Retheuil ist eine französische Gemeinde mit 348 Einwohnern (Stand: 1. Januar 2022) im Département Aisne in der Region Hauts-de-France (frühere Region: Picardie). Sie gehört zum Arrondissement Soissons und zum Kanton Villers-Cotterêts und zum Gemeindeverband Communauté de communes Retz en Valois.

## Geographie
Die Gemeinde Retheuil liegt am Rand des Domänenforsts Forêt de Retz an der Grenze zum Département Oise liegt 17 Kilometer südöstlich von Compiègne. Nachbargemeinden von Retheuil sind Pierrefonds, Saint-Étienne-Roilaye und Chelles im Norden, Mortefontaine und Taillefontaine im Osten, Haramont im Süden sowie Morienval im Westen.

## Bevölkerungsentwicklung
| Jahr                       | 1962 | 1968 | 1975 | 1982 | 1990 | 1999 | 2006 | 2013 | 2022 |
| Einwohner                  | 326  | 314  | 315  | 304  | 306  | 335  | 368  | 384  | 348  |
| Quellen: Cassini und INSEE |      |      |      |      |      |      |      |      |      |

## Sehenswürdigkeiten
- Kirche Saint-Aubin aus dem 12., 13. und 16. Jahrhundert, 1919 als Monument historique klassifiziert[1]
- Monumentalkreuz auf dem Friedhof

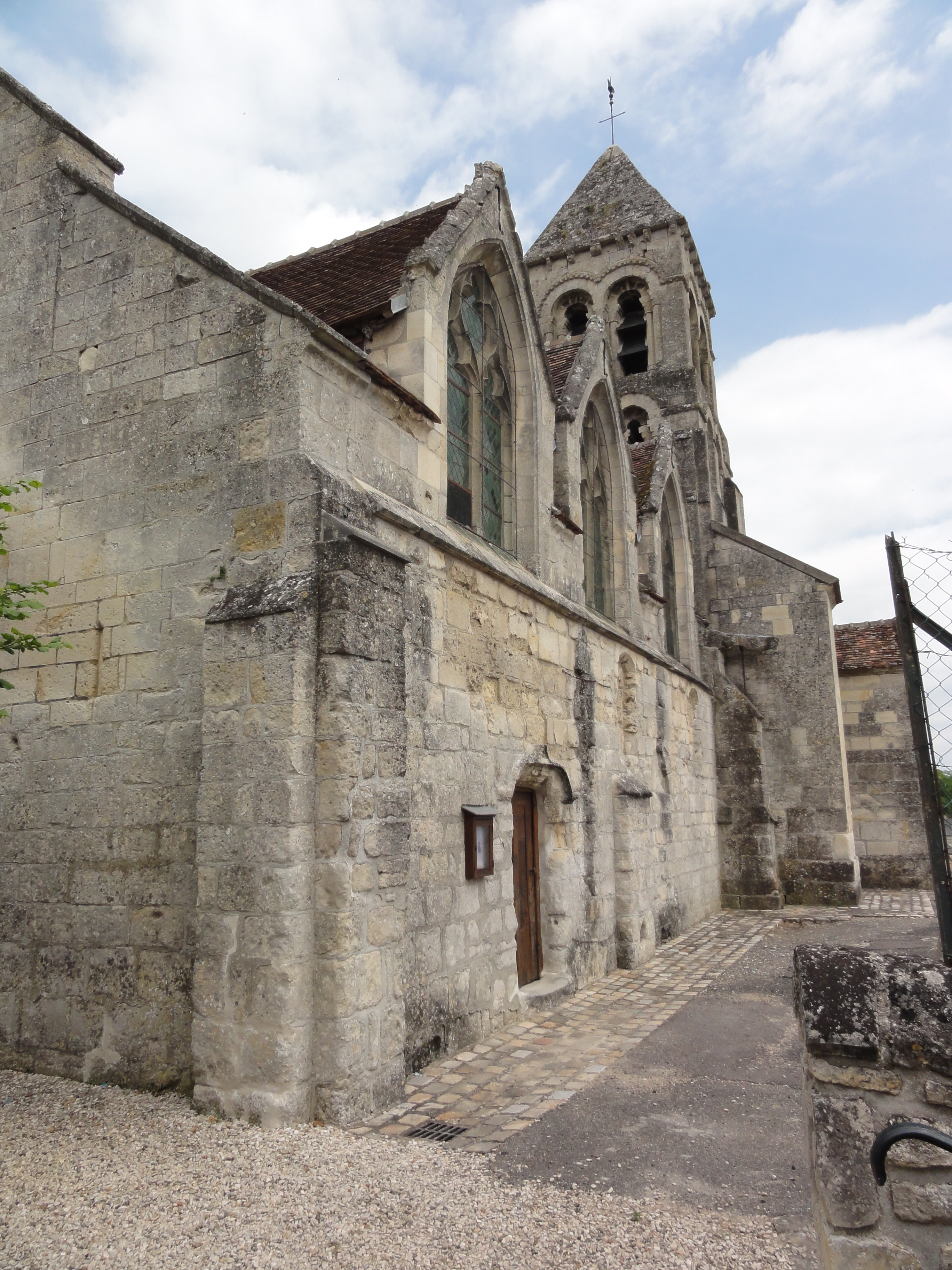
Südfassade der Kirche Saint-Aubin
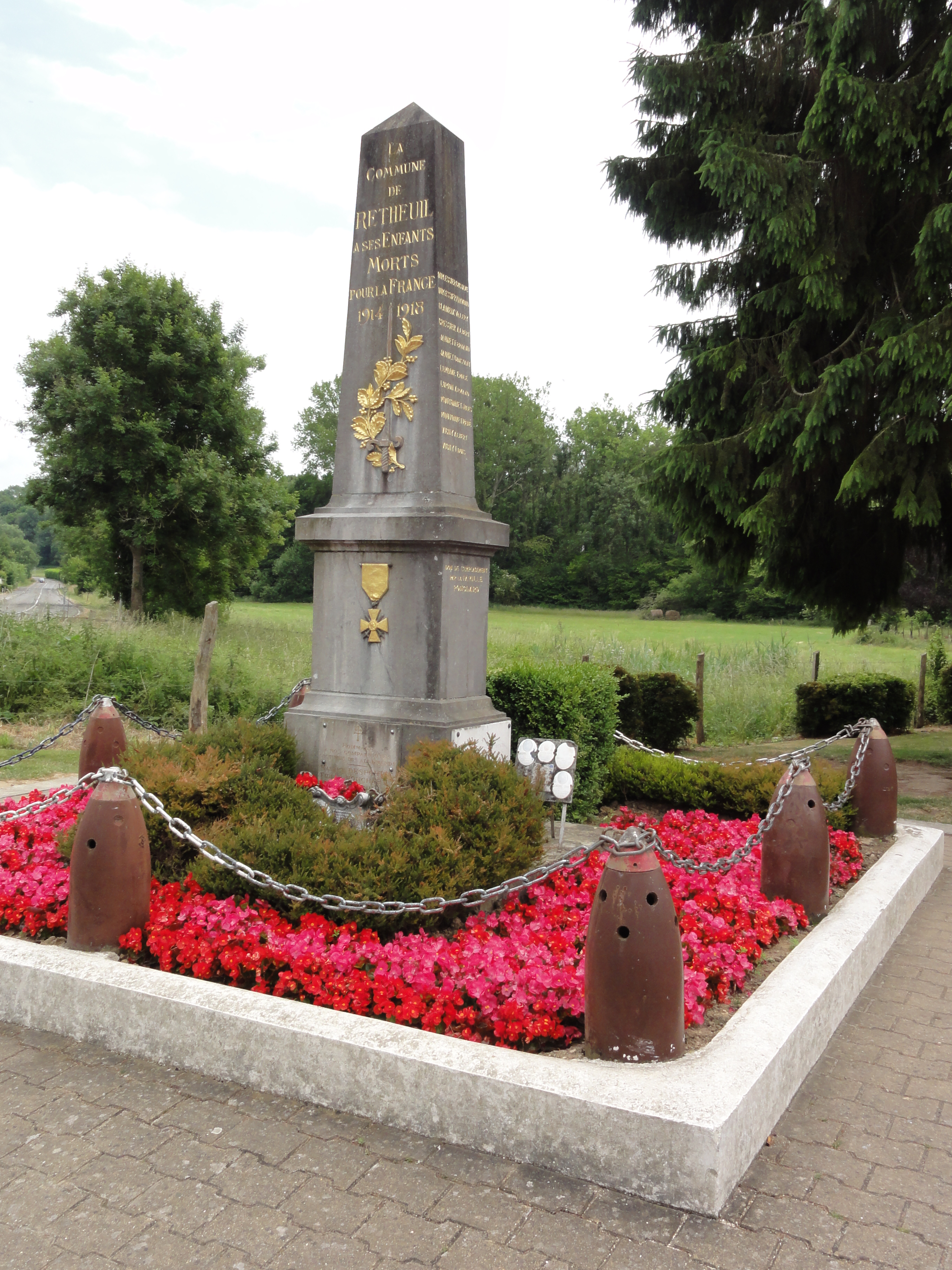
Gefallenendenkmal
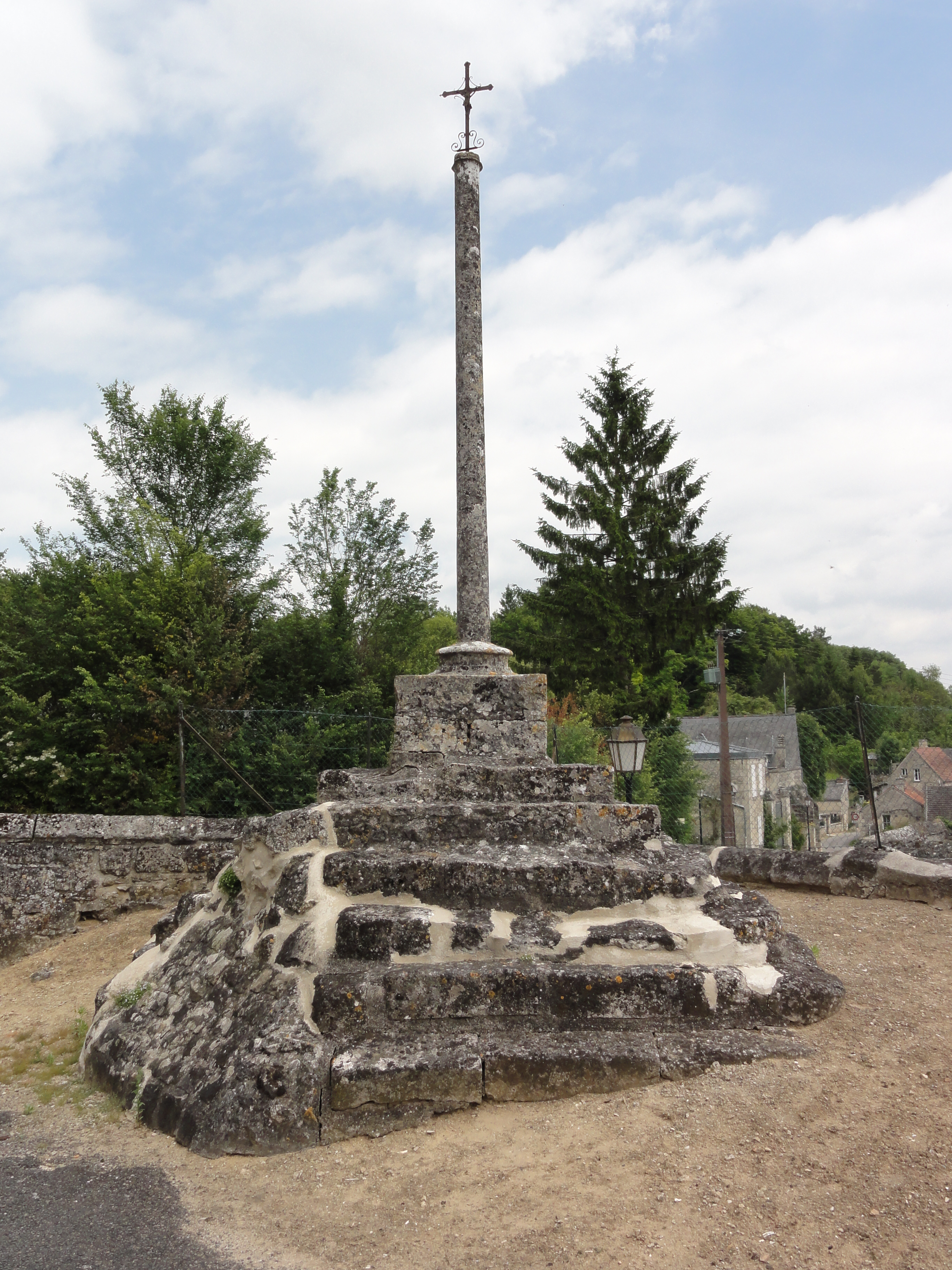
Friedhofskreuz